# Portia de Rossi
Portia Lee James DeGeneres (nacida como Amanda Lee Rogers, nombre legal anterior Portia de Rossi; Horsham, Victoria, Australia, 31 de enero de 1973), conocida como Portia de Rossi, es una actriz, modelo y filántropa australiana-estadounidense. Es conocida por su papel de abogada Nelle Porter en la serie de televisión Ally McBeal y como Lindsay Bluth Fünke en la comedia Arrested Development.

## Biografía
Nacida como Amanda Lee Rogers en Horsham, Victoria, Australia, es hija de Margaret, recepcionista médica, y Barry Rogers. Su padre murió cuando ella tenía 9 años. Se crio en Grovedale, en los suburbios de Geelong, en Victoria, Australia. Cuando era niña, hizo de modelo para anuncios impresos y de televisión. Adoptó el nombre de Portia de Rossi a los 15 años, indicando en 2005 que tenía la intención de reinventarse a sí misma utilizando a Portia como nombre, un personaje de William Shakespeare en El mercader de Venecia, y un apellido italiano. Está casada con la humorista y presentadora de TV estadounidense Ellen DeGeneres.

## Carrera

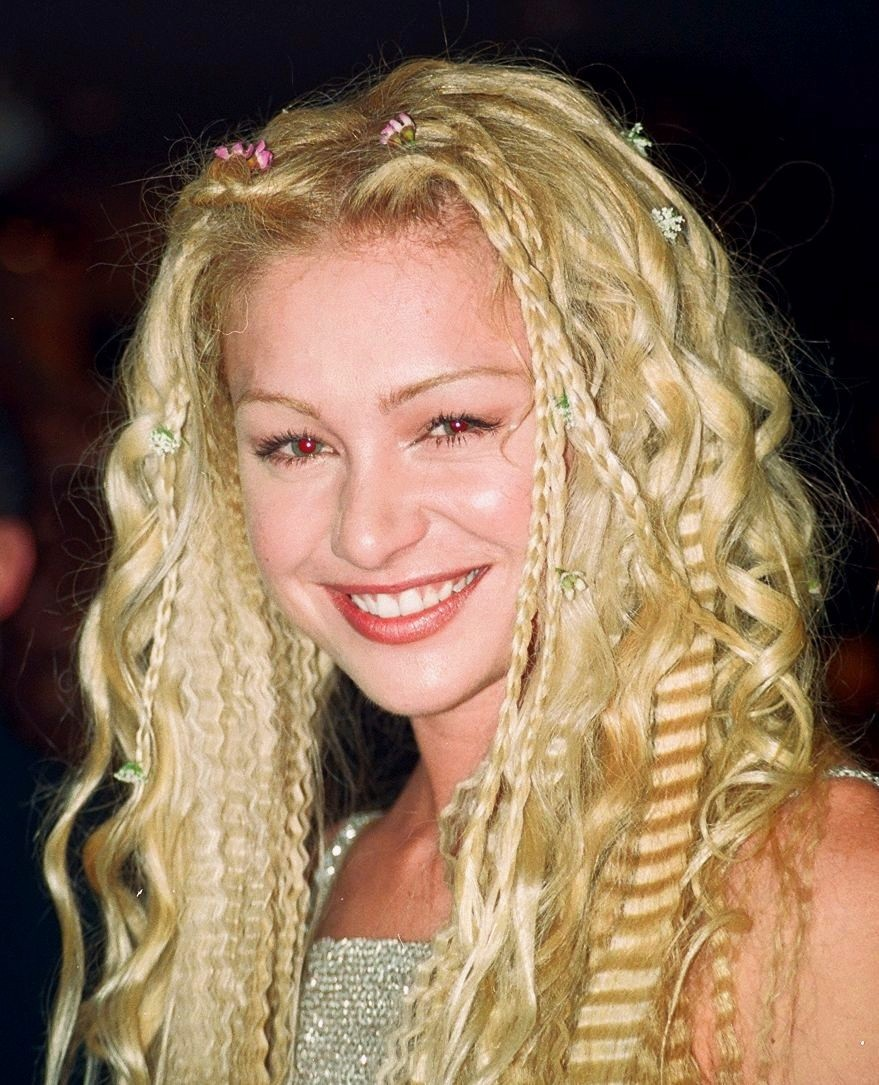
Portia de Rossi, 1999, en el Hotel Hilton W.H.C, Washington D. C.

Su primer papel significativo fue el de modelo en la película australiana Sirens en (1994). Poco después se mudó a Los Ángeles y tuvo papeles como invitada en varios programas de televisión y un papel permanente en Nick Freno: Licensed Teacher. Al poco tiempo recibió un papel en Scream 2. Durante este tiempo en los Estados Unidos, de Rossi trabajó para sustituir su acento nativo australiano por uno más propio de Estados Unidos.
Ganó popularidad gracias al papel que obtuvo en la serie Ally McBeal, en la que interpretó a uno de los personajes principales -Nelle Porter- desde 1998 hasta el final de la serie, en 2002.
En 2001 protagonizó Who is Cletis Tout? con Christian Slater. Desde 2004 a 2006, de Rossi ha ocupado el papel de Lindsay Fünke en la serie de FOX, Arrested Development, la cual estuvo tres temporadas en el aire.
También en 2003 interpretó a la esposa de John F. Kennedy, Carolyn Bessette-Kennedy, en la película America's Prince: The John F. Kennedy Jr.
En 2005 interpretó a una adivina llamada Zela en el thriller de Wes Craven, Cursed.
Entre 2007 y 2008 de Rossi participó en la quinta temporada de la serie Nip/Tuck, interpretando a la novia de Julia McNamara. 
En 2009 y 2010, de Rossi fue Verónica Palmer, la directora general de una empresa en la serie de ABC "Better Off Ted".
De Rossi volvió a interpretar su papel como Lindsay Bluth Fünke en la cuarta temporada de Arrested Development, revivida por Netflix en 2012, aunque en la quinta temporada su participación en la serie fue mínima, apareciendo solo en algunas escenas. 
En febrero de 2012 se anunció que la ABC había adquirido una nueva serie dramática, The Smart One, con la producción ejecutiva de Ellen DeGeneres, que cuenta con Portia de Rossi en un papel de liderazgo. La actriz protagonizará a una mujer brillante y de éxito que va a trabajar de mala gana con su hermana, menos inteligente pero más popular, además de exreina de belleza, chica del tiempo en un canal de TV y ahora alcaldesa de una gran ciudad.
Ese mismo año fue elegida para el papel de Lilly en la serie Mockingbird Lane, adaptación de Los Monster. Desafortunadamente tan sólo pudo verse su interpretación en el capítulo piloto, ya que finalmente se canceló el proyecto, emitiéndose el material sólo el 26 de octubre de 2012, en Estados Unidos. 
Desde 2014 forma parte del reparto de la serie Scandal, emitida por la cadena estadounidense ABC.
Portia ocupó el lugar 69 de las 100 mujeres más atractivas de Stuff y el puesto 24 de las 100 más sexis de Maxim en 2004. A finales de 2006, la revista Blender la menciona como una de las mujeres más sexis del cine y la televisión. En mayo de 2007 apareció como una de las 100 personas más hermosas según una edición especial de la revista People. Además ocupó el puesto seis de la lista Forbes de las parejas más adineradas de las celebridades.

## Vida personal

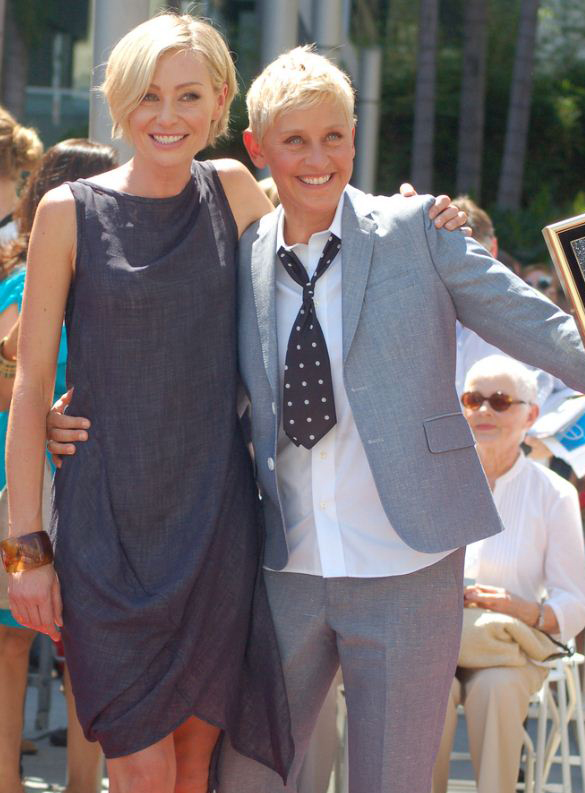
Portia de Rossi y su esposa Ellen DeGeneres en una ceremonia donde DeGeneres recibe su estrella en el Paseo de la Fama de Hollywood el 4 de septiembre de 2012.

De Rossi estuvo casada con el documentalista y cineasta Mel Metcalfe desde 1996 hasta 1999. En un principio esto fue parte de un plan para obtener permiso de trabajo en EE. UU. (tarjeta verde), pero al final no se llevó a cabo. Dijo: "obviamente, no era correcto para mí" ya que posteriormente admitió que era lesbiana. En una entrevista de 2010 en Good Morning America, explicó que siendo una actriz joven, tenía miedo de revelar su sexualidad.
Entre 2000 y 2004, de Rossi mantuvo una relación amorosa con la directora de cine Francesca Gregorini, hija de Barbara Bach e hijastra de Ringo Starr. Dijo que la mayor parte de su familia y compañeros de reparto de Ally McBeal no sabían que ella era lesbiana hasta que imágenes de la pareja fueron publicadas. En ese momento, se negó a discutir públicamente la relación o su orientación sexual en el momento. De Rossi y Gregorini se separaron a finales de 2004 porque de Rossi comenzó a salir con Ellen DeGeneres, a la que conoció en el backstage de una entrega de premios. 
En diciembre de 2004, de Rossi hizo público que era lesbiana y que había comenzado una relación con Ellen. Se comprometió cuando DeGeneres se lo propuso con un anillo de diamantes de tres quilates. Se casaron el 16 de agosto de 2008 en su casa de Beverly Hills, California, y la boda contó con la presencia de su madre y hermano, los padres de Ellen y 19 invitados más. Ambas viven juntas en Beverly Hills, California. Decidieron no tener hijos.
En 2005 hizo revelaciones sobre su vida en una entrevista en Details y The Advocate.
El 6 de agosto de 2010 presentó una petición a una Corte Superior de Los Ángeles para cambiar legalmente su nombre a Portia Lee James DeGeneres. La petición fue concedida el 23 de septiembre de 2010. Se convirtió en ciudadana de EE. UU. en septiembre de 2011.
De Rossi luchó contra la anorexia nerviosa durante cuatro años cuando rodaba la serie Ally McBeal. 
En 2010, de Rossi publicó una autobiografía en la cual habla de los hechos que ha experimentado en su vida, incluida que sufre de anorexia nerviosa y de haber sido diagnosticada con lupus. Para promocionar su libro, apareció en el Show de Oprah Winfrey y el Show de Ellen DeGeneres.
Portia de Rossi y su esposa Ellen deGeneres son veganas desde 2008 y ambas están planeando abrir un restaurante vegano

## Filantropía
De Rossi participa en una gran variedad de organizaciones caritativas incluyendo Locks of Love, un grupo que proporciona pelucas de cabello humano (a base de donaciones de personas) para niños con alopecia y otras condiciones médicas que causan pérdida de cabello. Ella también ha apoyado los esfuerzos de recaudación de fondos para FXB International, una Organización Africana de alivio del SIDA, y The Art of Elysium, una fundación de arte para los niños con enfermedades terminales. Es una amante de los animales, por lo cual de Rossi también colabora con Alley Cat Allies, una organización dedicada a proteger y mejorar las vidas de los gatos. Portia y su esposa son firmes partidarios de The Gentle Barn, un santuario con sede en California para animales maltratados.

## Filmografía
| Año       | Título                                           | Personaje                | Notas                                                  |
| --------- | ------------------------------------------------ | ------------------------ | ------------------------------------------------------ |
| 1994      | Sirenas                                          | Giddy                    |                                                        |
| 1995-1996 | Too Something                                    | Maria Hunter             | Serie de TV                                            |
| 1996      | The Woman in the Moon                            | Shauna                   |                                                        |
| 1996-1997 | Nick Freno: Licensed Teacher                     | Elana Lewis              | Serie de TV                                            |
| 1997      | Veronica's Closet                                | Carolyn                  | Serie de TV; episodio "Veronica's First Date"          |
| 1997      | Scream 2                                         | Sorority Sister Murphy   |                                                        |
| 1998      | Girl                                             | Carla Sparrow            |                                                        |
| 1998      | Astoria                                          |                          |                                                        |
| 1998      | Instinto criminal                                | Lana Collins             |                                                        |
| 1999      | The Invisibles                                   | Joy                      |                                                        |
| 1999      | American Intellectuals                           | Sarah                    |                                                        |
| 1999      | Stigmata                                         | Jennifer Kelliho         |                                                        |
| 2001      | Women in Film                                    | Gina                     |                                                        |
| 2001      | Who Is Cletis Tout?                              | Tess Tobias              |                                                        |
| 1998-2002 | Ally McBeal                                      | Nelle Porter             | Serie de TV                                            |
| 2002      | The Glow                                         | Jackie Lawrence          |                                                        |
| 2002      | The Twilight Zone                                | Laurel Janus             | Serie de TV; episodio "Dead Man's Eyes"                |
| 2003      | Two Girls from Lemoore                           | Ciega                    |                                                        |
| 2003      | America's Prince: The John F. Kennedy Jr. Story  | Carolyn Bessette Kennedy |                                                        |
| 2003      | Mister Sterling                                  | Lauren Barnes            | Serie de TV; 2 episodios                               |
| 2003      | I Witness                                        | Emily Thompson           |                                                        |
| 2003      | The Night We Called It a Day                     | Hilary Hunter            |                                                        |
| 2004      | Dead & Breakfast                                 | Kelly - La novia         |                                                        |
| 2005      | La marca de la bestia                            | Zela                     |                                                        |
| 2003-2019 | Arrested Development                             | Lindsay Bluth Fünke      | Serie de TV                                            |
| 2009      | Ambition to Meaning: Finding Your Life's Purpose | Denise Moore             | Vídeo                                                  |
| 2007-2009 | Nip/Tuck                                         | Olivia Lord              | Serie de TV                                            |
| 2009-2010 | Better Off Ted                                   | Veronica Palmer          | Serie de TV                                            |
| 2012      | The Smart One                                    | Judith Swann             |                                                        |
| 2014-2017 | Scandal                                          | Elizabeth North          |                                                        |
| 2017      | Santa Clarita Diet                               | Dra. Cora Wolf           | Serie de TV; episodio "Baka, bilis y bates de béisbol" |

## Premios y nominaciones
| Año  | Premio           | Categoría | Película             | Resultado |
| ---- | ---------------- | --- | -------------------- | --------- |
| 2004 | TV Land Awards   | Mejor Actuación por una Actriz en un Papel Secundario en una Serie, Comedia o Musical                               | Arrested Development | Ganadora  |
| 2004 | Satellite Awards | Future Classic Award (compartido con los miembros del elenco Will Arnett, Jason Bateman, Michael Cera, entre otros) | Arrested Development | Nominada  |
| 2005 | Satellite Awards | Mejor Actriz en una Serie, Comedia o Musical                                                                        | Arrested Development | Ganadora  |

### Premios del Sindicato de Actores
| Año  | Categoría | Título               | Resultado |
| ---- | --- | -------------------- | --------- |
| 1999 | Mejor Interpretación de un Reparto en una Serie de Comedia (compartido con los miembros del elenco Gil Bellows, Lisa Nicole Carson, Calista Flockhart, entre otros) | Ally McBeal          | Ganadora  |
| 2000 | Mejor Interpretación de un Reparto en una Serie de Comedia (compartido con los miembros del elenco Gil Bellows, Lisa Nicole Carson, Calista Flockhart, entre otros) | Ally McBeal          | Nominada  |
| 2001 | Mejor Interpretación de un Reparto en una Serie de Comedia (compartido con los miembros del elenco Gil Bellows, Lisa Nicole Carson, Calista Flockhart, entre otros) | Ally McBeal          | Nominada  |
| 2005 | Mejor Interpretación de un Reparto en una Serie de Comedia (compartido con los miembros del elenco Will Arnett, Jason Bateman, Michael Cera, entre otros)           | Arrested Development | Nominada  |
| 2006 | Mejor Interpretación de un Reparto en una Serie de Comedia (compartido con los miembros del elenco Will Arnett, Jason Bateman, Michael Cera, entre otros)           | Arrested Development | Nominada  |